# Tusenfryd

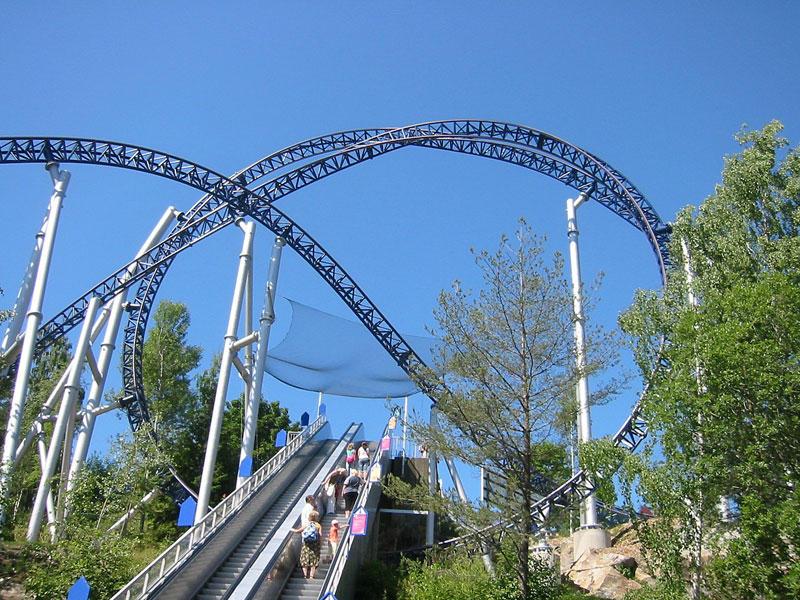
SpeedMonster

Tusenfryd är en nöjespark belägen vid Vinterbro i Ås kommun, cirka 20 kilometer söder om Oslo i Norge. Den öppnades officiellt den 11 juni 1988 efter en byggnadsperiod på 18 månader. Dåvarande administrerande direktör var Åse Kleveland. Sedan 2008 är Thomas Nygård parkens direktör.
2006−2008 hade parken ett besökarantal på över 500 000 per år och 2007 uppnåddes en omsättning på 170 miljoner norska kronor.
Nöjesparken har 40 helårsanställda och upp till 800 sommararbetande. Tusenfryd hade under 2007 35 åkattraktioner.
Bland parkens huvudattraktioner märks bland annat SuperSplash, en berg- och dalbana som slutar med ett plask i vattnet, ThunderCoaster, en av Europas största berg- och dalbanor i trä och SpeedMonster som stod klar till säsongsöppningen i april 2006. Tack vare sin höga vinst kan Tusenfryds parkstyrelse bygga nya attraktioner nästan varje år.[källa behövs]

## Historik
- 1988: Tusenfryd öppnas
- 1992: Öppning av Tunet, bungyjump, bergsklättring, en driving range och en Off-road biketrack
- 1993: Morgan Cane City invigs
- 1994: Spøkelsesslottet öppnar
- 1995: VikingLand öppnar
- 1996: Lilla TusenFryd invigs i Vinterbros shoppingcenter den 14 mars
- 1997: Bungee Jumping döps om till SkyCoaster
- 1998: Japp SpaceShot invigs
- 1999: MiniFryd öppnar
- 2000: Fantasy Farm och BadeFryd öppnar
- 2001: ThunderCoaster invigs
- 2002: Trippelsklia invigs i samband med BadeFryd
- 2003: Officiell invigning av SuperSplash
- 2004: Officiell invigning av RollOver
- 2006: Speed Monster invigs
- 2007: Påbyggd tunnel till ThunderCoaster invigs
- 2008: Kanofarten invigs
- 2013: Thor invigs